# Memoria (película de 1997)
Memoria es un largometraje sobre 90 judíos italianos que sobrevivieron al campo de exterminio de Auschwitz-Birkenau. La película, de 1997, fue dirigida por Ruggero Gabbai. Fue producida por Forma International en colaboración con el Centro de Documentación Hebraica Contemporánea de Milán (Centro di Documentazione Ebraica Contemporanea de Milán) y los historiadores Marcello Pezzetti y Liliana Picciotti.                      

## Trama
El documental, precedido por las lecturas de Giancarlo Giannini de la obra de Primo Levi, Si esto es un hombre (Se questo è un uomo), recoge los testimonios de varios supervivientes del campo de exterminio de Auschwitz, llevados a los mismos lugares donde fueron encarcelados. Además de relatar los sufrimientos padecidos en el campo, la película narra las experiencias de humillación y privación provocadas por las Leyes raciales fascistas de 1938, así como la segregación y la captura en Italia.
Este largometraje recoge los valiosos testimonios de judíos italianos que sobrevivieron al campo de exterminio de Auschwitz: desde su captura en ciudades italianas hasta su deportación en vehículos blindados, pasando por su llegada y separación de sus seres queridos. La vida en el campo, la liberación y el difícil regreso a casa.
Los supervivientes cuyos testimonios se recogen en la película son: Shlomo Venezia, Rubino Romeo Salmoni, Nedo Fiano, Ida Marcheria, Leone Sabatello, Liliana Segre, Alberto Mieli, Goti Herskovits Bauer, Settimia Spizzichino, Piero Terracina, Sabatino Finzi, Elisa Springer, Alberto Sed, Mario Spizzichino, Lina Navarro, Virginia Gattegno, Dora Venezia, Raimondo Di Neris, Matilde Beniacar, Alessandro Kroo, Dora Klein, Luigi Sagi y Elena Kugler. Muchos de ellos fueron o siguen siendo, a pesar de su avanzada edad, testigos activos del Holocausto italiano.

## Producción
La película se rodó en Roma, Venecia, Milán y Auschwitz. El DVD también incluye una introducción de Moni Ovadia y un informe sobre la recepción en el Festival de cine de Berlin.

## Reparto
Presentado para su distribución en vídeo doméstico, la Fondation CDEC también lo ha puesto a disposición del público para su visionado gratuito en Internet, a raíz de las numerosas peticiones de escuelas, instituciones y particulares ,.

## Basado en el testimonio de 93 judíos italianos supervivientes de la deportación
La película se basa en entrevistas a 93 "testigos" judíos que sobrevivieron a la deportación. "No todos aparecen en la película, pero su testimonio se conserva para siempre". Los otros 69 testigos que no aparecen en la película son:
- Ester Amato
- Isacco Bajona
- Silvia Bdlleli
- Stella Benveniste
- Enrico Breiner
- Alessandra Bucci
- Tatiana Bucci
- Angelo Calò
- Ester Calò
- Matilde Choen
- Rachele Choen
- Raimondo Cohen
- Salomone Dana
- Ottaviano Danelon
- Germana Del Mare
- Adriana Di Nepi
- Giuseppe Di Porto
- Lello Di Segni
- Donato Di Veroli
- Errina Di Veroli
- Giuditta Di Veroli
- Leone Di Veroli
- Silvia Di Veroli
- Teo Ducci
- Lucia Eliezer
- Fausta Finzi
- Stella Franco
- Norina Gehan
- Martino Godelli
- Adolfo Gruener
- Enrica Jona
- Gisella Kugler
- Elisa Levi
- Italo Dino Levi
- Rachele Levi
- Rosa Levi
- Mario Limentani
- Liana Millu
- Giacomo Moscato
- Matilde Mustacchi
- Rachele Mustacchi
- Amalia Navarro
- Luciana Nissim
- Graziella Perez
- Lello Perugia
- Settimo Piattelli
- Edo Raba
- Luciana Sacerdote
- Gilberto Salmoni
- Diamantina Salonicco
- Dora Scemaria
- Giulia Sciarkon
- Franco Schoenheit
- Fatina Sed
- Eugenio Sermoneta
- Pacifico Sermoneta
- Iacob Sturm
- Arianna Szörényi
- Giuliana Tedeschi
- Natalia Tedeschi
- Loredana Tisminiesky
- Joseph Varon
- Albina Valech
- Lina Ventura
- Benedetto Vivanti
- Arminio Wachsberger
- Enrica Zarfati
- Milena Zarfati
- Silvana Zarfati

## Artículos relacionados
- Anexo:Películas sobre el Holocausto
- Historia de los judíos en Italia